# Attaque du 28 juillet 2017 à Hambourg
L'attaque du 28 juillet 2017 à Hambourg est une attaque terroriste islamiste, qui a fait un mort et six blessés.

## Contexte
En 2016 l'Allemagne subit une vague d'attentats djihadistes notamment à Wurtzbourg, Ansbach et Berlin.

## Déroulement
Le 28 juillet 2017, à 15 heures, Ahmed Alhaw, demandeur d'asile, se rend dans un supermarché, prend un couteau de cuisine de 20 cm dans un rayon et attaque des passants en criant Allahu Akbar. Il tue un homme de 50 ans et en blesse six autres avant d'être maîtrisé par des passants. Sa motivation affirmée était de mourir en martyr.

## Auteur
La personne suspectée est Ahmed Alhaw, islamiste connu pour des troubles psychologiques, liés à la drogue. Selon le sénateur Andy Grote, Ahmed Alhaw "était connu comme islamiste mais pas comme djihadiste". Quelques jours avant l'attaque, il aurait eu des contacts avec des salafistes et il avait également visionné en ligne des vidéos de propagande de l'État islamique, qui l'auraient progressivement radicalisé.

## Suites
Ahmad Alhaw est condamné à la prison à vie.